# Kanton Nogent-le-Roi
Nogent-le-Roi is een voormalig kanton van het Franse departement Eure-et-Loir. Het kanton maakte deel uit van het arrondissement Dreux. Het werd opgeheven bij decreet van 24 februari 2014, met uitwerking op 22 maart 2015.

## Gemeenten
Het kanton Nogent-le-Roi omvatte de volgende gemeenten:
- Le Boullay-Mivoye
- Le Boullay-Thierry
- Boutigny-Prouais
- Bréchamps
- Chaudon
- Coulombs
- Croisilles
- Faverolles
- Lormaye
- Néron
- Nogent-le-Roi (hoofdplaats)
- Ormoy
- Les Pinthières
- Saint-Laurent-la-Gâtine
- Saint-Lucien
- Senantes
- Villemeux-sur-Eure
- Villiers-le-Morhier